# Torreblascopedro
Torreblascopedro – gmina w Hiszpanii, w prowincji Jaén, w Andaluzji, o powierzchni 61,43 km². W 2011 roku gmina liczyła 2824 mieszkańców.